# STAMAG Stahl- und Maschinenbau
Die STAMAG Stahl- und Maschinenbau AG ist das erste ostdeutsche Unternehmen, das in eine Kapitalgesellschaft umgewandelt wurde. Die notarielle Beglaubigung der Umwandlung erfolgte am 1. April 1990. Die AG hatte ihren Sitz zunächst in Regis-Breitingen.

## Geschichte
Die 1990, nach der politischen Wende, entstandene Stahl- und Maschinenbau AG hat ihren Ursprung im Jahr 1949.

### Zentralwerkstatt für Braunkohleindustrie
In diesem Jahr firmierte der VEB Zentralwerkstatt Regis für das Bornaer Braunkohlenrevier ebenso wie die Zentrale Reparaturabteilung (ZRA). Ihre Aufgaben waren Reparatur sowie Instandhaltung von Anlagen und Geräten der Tagebaue, der Brikettfabriken und Kraftwerke. In den 1960er Jahren weiteten sich ihre Zuständigkeitsbereiche vom Mitteldeutschen Braunkohlenrevier auf das Lausitzer Revier aus.
In einer ersten Kombinatsbildung im Jahr 1971 wurde die ZRA in Zentrale Montageabteilung Regis (ZMA) umbenannt und war Teil des VEB Instandsetzungskombinats »Kohle« (IKK). Zu dieser Zeit gab es drei zentrale Montageabteilungen mit über 1.000 Mitarbeitern, die jeweils durch ein Direktorat geleitet wurden (ZMA Regis, ZMA Gräfenhainichen (Golpa), ZMA Lausitz). Nach einer erneuten Kombinatsbildung im Jahr 1981 wurde die Zentralwerkstatt Regis zum Stammbetrieb des Kombinats Anlagenbau Braunkohle (KABB). Ihre Aufgabe war der Bau kompletter Bandanlagentechnik.

### Unfall 1976
Im Februar 1976 ereignete sich in Halle 2 der Zentralwerkstatt Regis (Hauptabteilung Schienenfahrzeuge, Bereich Elektromotorenreparatur) während des Schichtwechsels eine Explosion, wodurch fünf Arbeiter zu Tode kamen, und weitere verletzt wurden und ein Sachschaden von ca. 130 000 Mark der DDR entstand. Ursache war die Zündung von Azetylengas, das aus einer korrodierenden Leitungen unbemerkt in die Werkshalle ausgetreten war.

### Gründung
Zum 1. April 1990 wurde die Zentralwerkstatt Regis privatisiert und als erstes ostdeutsches Unternehmen in eine Kapitalgesellschaft, die Stahl- und Maschinenbau AG, umgewandelt.

## Tätigkeitsbereiche
Die Stahl- und Maschinenbau AG übernahm seit der Umwandlung im Jahr 1990 zunächst die Tätigkeitsbereiche des Kombinats Anlagenbau Braunkohle. Das betraf vor allem die Bereiche der Braunkohleindustrie für das Lausitzer und Mitteldeutsche Braunkohlerevier, die Generalreparaturen der Großgerätetechnik, wie Bagger, Absetzer, Förderbrücken. Die Stamag führte zudem leistungserhöhende Maßnahmen für die Großgerätetechnik durch sowie die Instandsetzung von Schienenfahrzeugen und die Herstellung, Reparatur und Beschaffung von Ersatz- und Verschleißteilen. Die Projektierung, die Konstruktion sowie die Fertigung und Montage kompletter Gurtbandförderer und vieles mehr gehörten zudem zu ihren Aufgaben.

## Verwaltung durch die Treuhand und Privatisierung
Die STAMAG Stahl- und Maschinenbau Aktiengesellschaft bestand in dieser Zeit aus verschiedenen Betrieben, die im Zuge der Kombinatsbildungen zu DDR-Zeiten zusammengeschlossen wurden. Dazu gehörten unter anderem der Ersatzteil- und Industrievertrieb, die Zentralwerkstatt Regis, das Sägewerk in Geithain, das Stahl- und Hartgusswerk Bösdorf und einige Teilbetriebe mehr (u. a. Zentralwerkstatt Gräfenhainichen und Rationalisierungsmittelbau Zwickau). Seit der Umwandlung in eine Kapitalgesellschaft war die STAMAG bis Ende 1992 Eigentum der Treuhandanstalt.
In einem Interview erklärte 1991 der Aufsichtsratsvorsitzende Reinhard Walter, dass die STAMAG schwarze Zahlen schreibt und betonte, dass kein Liquiditätskredit in Anspruch genommen werden muss. Dies gelang u. a. durch die erfolgreiche Umstrukturierung von der Monostruktur Kohle auf den Stahl- und Maschinenbau. Dennoch bestand die Forderung nach dem Abbau von Personal und der Ausgliederung der Teilbetriebe.
Ab 1991 hatte die Treuhandanstalt die Verpflichtung, alle ehemaligen DDR-Betriebe schnell zu verkaufen, es wurde sogar ein Bonusprogramm für die Treuhand-Mitarbeiter eingeführt. Doch gab es „Für viele Betriebe [...] keine Interessenten.“ Im September 1992 erfuhr ein Mitarbeiter der Treuhand von einem Aufsichtsrat, dass die STAMAG liquidiert werden soll. Dadurch wird der Göppinger Unternehmer Wolfgang Gr. auf die STAMAG aufmerksam. Er, der seit 1991 bereits zahlreiche Betriebe in den neuen Bundesländern gekauft hatte, wurde wie viele der Käufer nicht auf Liquidität geprüft. Wolfgang G. hat „für viele der Betriebe, die er in Halle gekauft hat, den Kaufpreis nicht entrichtet. [... ] Dennoch verkauft ihm die Zentrale [=Treuhand] 98 Prozent der Stamag-Aktien. [...] Der [sofort fällige] Kaufpreis wird auf eine Million D-Mark festgelegt, den Schneider am 29. Dezember bezahlt.“ Somit stand die Stamag Mitte 1993 im Mittelpunkt des bis dahin größten Treuhand-Betrugsskandals. Denn der Investor entnimmt kurze Zeit später 10 Millionen D-Mark aus der STAMAG, obwohl diese noch Altschulden zu zahlen hat. Die Treuhand verhalf dem Unternehmer dafür zu 40 Millionen D-Mark.
Nachdem die dubiosen Geschäfte aufgedeckt und Wolfgang G. vom Landgericht Stuttgart im Mai 1995 zu 5,25 Jahren Freiheitsstrafe verurteilt worden war, wurde die STAMAG 1994 an den Schweizer Manager Franz Felix Betschon verkauft.

## Umwandlung in die STAMAG EIV GmbH
Im Zuge der Privatisierung nach der Wende im Jahr 1990 wurden Hauptabteilungen ausgegliedert u. a. der Ersatzteil- und Industrievertrieb (EIV). Die EIV wird später am 4. September 1999, kurz vor der endgültigen Insolvenz der Mutterfirma Stamag endgültig von Rainer Illian, einem langjährigen Mitarbeiter im Unternehmen gekauft. Der bis dahin alleinige angestellte Geschäftsführer der EIV wird durch den Kauf zum Gesellschafter der EIV.
Die Gesellschafterversammlung fand am 15. September 1999 statt und am 16. Dezember 1999 erfolgte die Handelsregisterbekanntmachung. Als zentrale Aufgaben wird der Handel und der Vertrieb von Gegenständen der Antriebstechnik und des Industriebedarfs, insbesondere von Ersatz-, Einzel- und Verschleißteilen sowie dazugehörige Serviceleistungen angegeben.

## Heutige Situation
Die heutige STAMAG Ersatzteil- und Industrievertrieb GmbH, ist immer noch ansässig im Gewerbegebiet Queis (Landsberg, Sachsen-Anhalt). Im Jahr 2015 wurde Hendrik Illian Geschäftsführer der STAMAG und übernimmt im Jahr 2020 die TRANS-INNOVA GmbH.
Neben dem reinen Handelsgeschäft sind weitere Geschäftsfelder wie der Instandhaltungsservice und die mechanische Bearbeitung von Baugruppen hinzugekommen.